# Mariusz Olbiński
Mariusz Olbiński (ur. 26 listopada 1964 w Częstochowie) – polski piłkarz, występujący na pozycji napastnika.

## Życiorys
Jest wychowankiem Rakowa Częstochowa. Juniorem tego klubu został w wieku 10 lat. W latach 1978–1982 zdobył dla juniorskich drużyn Rakowa 83 gole. W 1983 roku zadebiutował w drużynie seniorów w meczu II ligi z Koroną Kielce. W Rakowie występował do 1985 roku, zdobywając w tym okresie sześć bramek w II i III lidze. Po powołaniu do wojska otrzymał możliwość gry w Chrobrym Głogów. Z klubem tym Olbiński spadł z II ligi w sezonie 1986/1987. Ogółem zawodnik zdobył dla Chrobrego 35 goli.
Na początku 1990 roku przeszedł do Zagłębia Lubin. W I lidze zadebiutował 17 marca w zremisowanym 1:1 spotkaniu z Górnikiem Zabrze. Pierwszą bramkę w I lidze zdobył natomiast 4 listopada w przegranym 1:2 meczu z Zawiszą Bydgoszcz. W sezonie 1990/1991 zdobył z Zagłębiem mistrzostwo Polski. Z uwagi na status rezerwowego po zakończeniu rundy jesiennej sezonu 1991/1992 Olbiński wrócił do Chrobrego Głogów, w barwach którego rozegrał 19 spotkań. Po zakończeniu sezonu przeszedł do Miedzi Legnica, której zawodnikiem był przez cztery miesiące. Po pucharowym meczu Miedzi z AS Monaco został we Francji i związał się z RC Lons-le-Saunier. Karierę zawodniczą zakończył w 1999 roku, po czym, do 2003 roku, pełnił funkcję trenera Lons-le-Saunier. Następnie był trenerem grup młodzieżowych.

## Statystyki ligowe
| Sezon         | Klub           | Liga    | Mecze | Gole |
| ------------- | -------------- | ------- | ----- | ---- |
| 1989/1990 (w) | Zagłębie Lubin | I liga  | 6     | 0    |
| 1990/1991     | Zagłębie Lubin | I liga  | 18    | 1    |
| 1991/1992 (j) | Zagłębie Lubin | I liga  | 9     | 2    |
| 1991/1992 (w) | Chrobry Głogów | II liga | 19    | 1    |
| 1992/1993 (j) | Miedź Legnica  | II liga | 5     | 0    |